# Błotniak łąkowy
Błotniak łąkowy, błotniak popielaty (Circus pygargus) – gatunek dużego ptaka drapieżnego z rodziny jastrzębiowatych (Accipitridae).

## Występowanie
Zamieszkuje niemal całą Europę, prócz jej północnych krańców (od 60° N), Afrykę Północną oraz zachodnią i środkową Azję. Wędrowny. Populacja północno- i wschodnioeuropejska ma zimowiska we wschodniej Afryce na południe od Sahary, pozostałe również na wschodzie Afryki i w Indiach. Pojedyncze osobniki zimują w Europie. 
Błotniaki poszerzają swój areał występowania, o czym świadczą nowe stanowiska w Danii, Estonii, Finlandii i Estonii oraz w Azji. Nie wyróżnia się podgatunków.
W Polsce bardzo nieliczny ptak lęgowy niżu, liczniejszy na wschodzie i w centrum kraju. Największe skupiska notuje się na Mazowszu i Podlasiu. Do polskich lęgowisk przylatuje w drugiej dekadzie kwietnia lub w pierwszej połowie maja. Samce zwykle pojawiają się wcześniej. Najwyższe liczebności osiągają tam zwykle po 2 tygodniach od przylotu pierwszego samca. Samice, które pojawiają się później, wykazują się największą licznością około 2 tygodni po samcach. Jesienne wędrówki są natomiast bardzo rozciągnięte w czasie – mogą przebiegać od połowy sierpnia do połowy października. Do tej pory zanotowano tylko jeden przypadek ptaka zimującego w kraju.

### Liczebność
Na początku XXI w. europejską populację szacowano na 30 000–46 000 par lęgowych. Najliczniej błotniak występował wówczas w Rosji (20 000–30 000 par), Francji (2500–5000 par), Hiszpanii (3650–4630 par), Polsce (1300–1500 par), Białorusi (600–1100 par) i Turcji (200–1000 par). Nowsze szacunki z lat 2008–2016 mówią o 2700–4300 par na terenie Polski, w badanym okresie liczebność populacji lęgowej zmalała aż o 40%. Według najnowszych szacunków, w latach 2018–2019 polska populacja liczyła około 2800 par.
W przypadku polskiej populacji na początku XXI w. szacowano, że na Podlasiu bytuje 400–550 par, Mazowszu 200–300 par, Lubelszczyźnie 80 par, a na zachodzie Polski w Wielkopolsce 60–70 par, na Pomorzu Zachodnim 60–70 par i na Śląsku 20–30 par. W ostatnich latach bardzo niski sukces gniazdowy błotniaka łąkowego na torfowiskach węglanowych pod Chełmem tłumaczy się drapieżnictwem lisa (spadek z 42 do 21 par w 1997 r.), co powoduje przesuwanie się na sąsiednie regiony. W latach 90. błotniak występował najliczniej w następujących ostojach ptaków: na Pomorzu – Wybrzeże Trzebiatowskie 15–20 par w latach 1992–1995; w Wielkopolsce – w Dolinie Środkowej Warty min. 15 par w latach 1993–2001; na Lubelszczyźnie – Chełmskie Torfowiska Węglanowe 21 par w 1997, Bagno Bubnów 11–15 par w 1999, w Dolinie Środkowego Bugu powyżej 30 par w 1999, w Dolinie Tyśmienicy 20–25 par w latach 1990–1995, na Mazowszu – w Dolinach Omulwi i Płodownicy 13 par w latach 1991–1998; na Podlasiu – w Puszczy Knyszyńskiej 15 par w latach 1986–1995, w Dolinie Górnej Narwi 42–44 par w 1993, w Dolinie Biebrzy kilkadziesiąt par, w ostoi Torfowiska Orawsko-Nowotarskie do 21 par w latach 1990–2001.

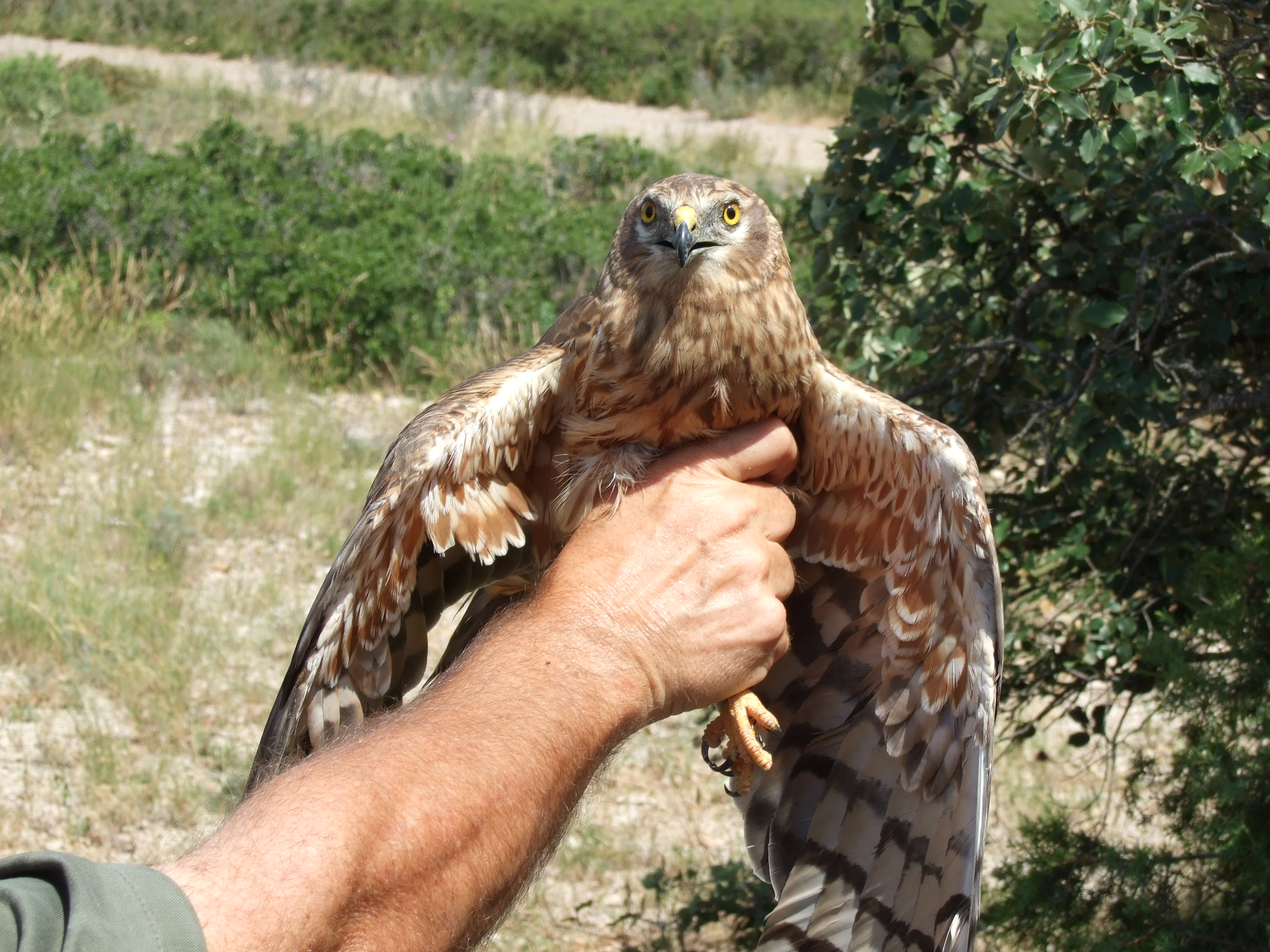
Samica błotniaka łąkowego złapana do zaobrączkowania, Francja

## Charakterystyka

### Wygląd zewnętrzny
Ptak średniej wielkości o smukłej, delikatnej sylwetce, o długich, wąskich skrzydłach i z długim ogonem. Wyraźnie zaznaczony dymorfizm płciowy. Samiec jest mniejszy, bardziej smukły, popielaty, na brzuchu i pokrywach podskrzydłowych ma rdzawe kreskowanie. Lotki pierwszorzędowe są czarne z wierzchu i spodu, a na drugorzędowych znajdują się czarne pręgi: dwie na dolnej stronie i jedna na górnej. Część spodu jest kreskowana i plamkowana. Głowa i pierś są popielate, a brzuch jest od nich jaśniejszy, rdzawo kreskowany. Dziób czarny z żółtą woskówką u nasady. Nogi są żółte, a skok wyraźnie cieńszy niż u samicy. Młodociane samce maja siwą tęczówkę oka, cecha ta pojawia się po ok. 14 dniach życia. U dorosłych ptaków (3.–4. rok życia) barwa oka zmienia się na żółtą.

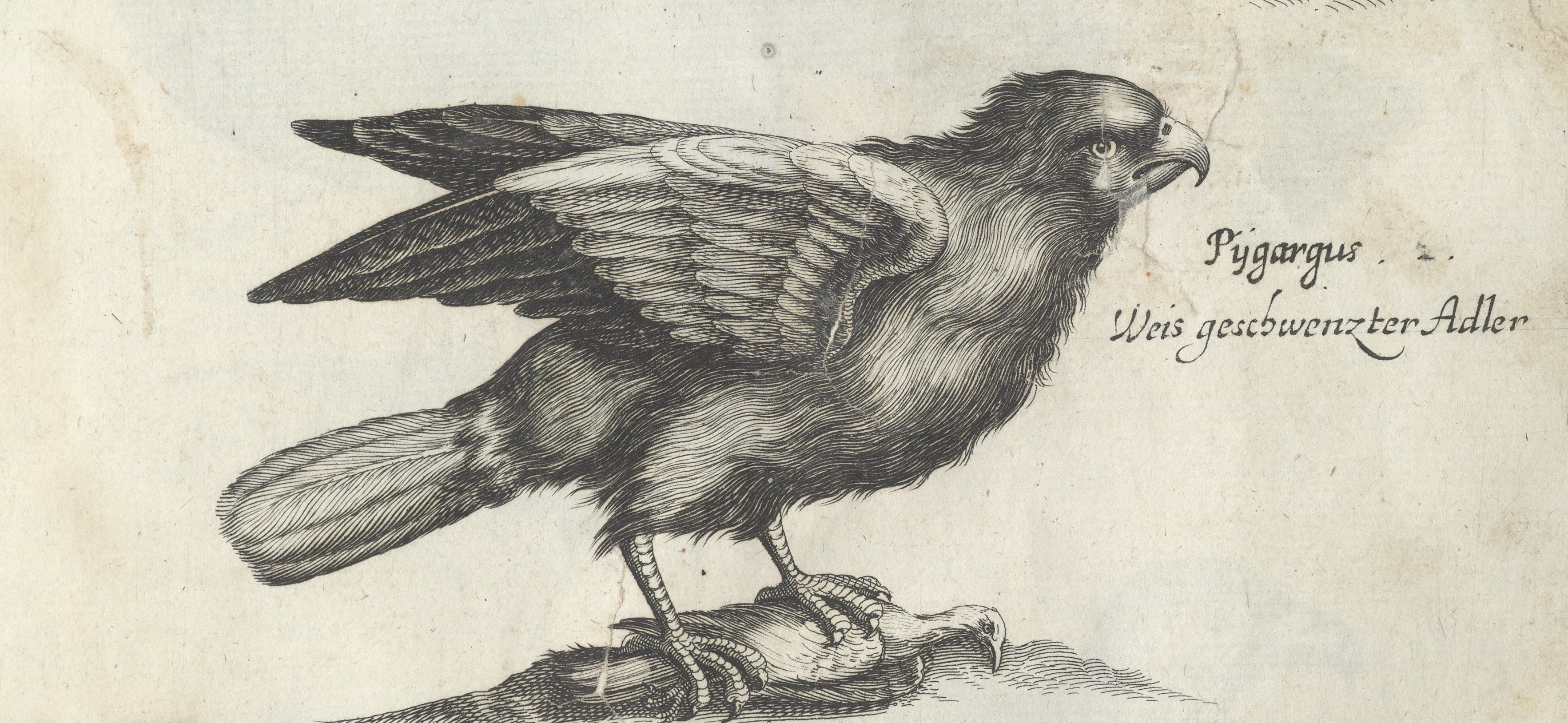
Błotniak łąkowy, miedzioryt Jana Jonstona (1650)

Samica jest nieco większa, rudobrązowa. Spód ciała kremowy z brązowym kreskowaniem. Na kuprze biała plama w kształcie księżyca. Samicę łatwo pomylić z samicą błotniaka stepowego. W locie można je odróżnić po ciemnym pasku na pokrywach lotek drugorzędowych (nie mają go błotniaki stepowe). Istotny w identyfikacji jest rysunek na głowie. U samic błotniaka łąkowego biała plama w kształcie szczypiec obejmuje oko także od tyłu. Samicę tego gatunku można także pomylić z samicą błotniaka zbożowego – w porównaniu do niej ma dłuższe i węższe skrzydła, jest smuklejsza. W locie na końcach skrzydeł widać wyraźnie trzy lotki pierwszorzędowe (tzw. palce), natomiast u błotniaków zbożowych – cztery. Młode samice mają rudy spód ciała, brązową tęczówkę oka i grubszy skok niż samce. Ogólnie rozpoznawanie samic błotniaka łąkowego jest trudne i wymaga dużego doświadczenia.

### Rozpoznawanie

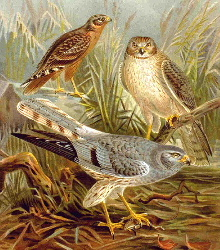
Na rysunku błotniak łąkowy (z przodu)

W terenie niełatwo wyróżnić konkretny gatunek błotniaka. Tym bardziej gdy jest to osobnik młodociany lub samica. Najbardziej podobny do opisywanego drapieżnika jest błotniak zbożowy Circus cyaneus i blady (stepowy) Circus macrourus. Głównymi cechami błotniaka łąkowego są:
- 2 ciemne pasy na skrzydłach;
- rdzawo plamkowane pokrywy podskrzydłowe;
- u samic kontrastowy brązowo-czarno-biały rysunek na głowie, prążkowane podbarkówki i pokrywy podskrzydłowe, wzór na lotkach i spodzie skrzydeł;
- u młodych po wylocie z gniazda specyficzny rdzawy tułów.

### Wymiary średnie[11]
długość ciała z dziobem i ogonemok. 41–52 cm
rozpiętość skrzydeł95–115 cm
długość ogona20,5–23,5 cm

### Masa ciała[11]
samce 0,2–0,3 kg
samice 0,3–0,4 kg

### Głos
Odzywa się prawie wyłącznie w pobliżu gniazda, wysokim „jik-jik-jik”. W obliczu zagrożenia piskląt alarmuje „kek-ek-ek”. Samica i młode ptaki żebrzą o pokarm głosem „pii-i”. 

### Zachowanie
Patrolując łąki, lata nisko nad ziemią wolnym, kołyszącym lotem. Skrzydła trzyma uniesione w kształcie litery V. W locie ślizgowym są one lekko załamane w nadgarstku. Po ujrzeniu zdobyczy nagle zlatuje na ziemię lub zaczyna pościg za nią w powietrzu. Odpoczywa na kamieniach, słupach czy wzniesieniach, dużo rzadziej na drzewach. Prowadzi samotniczy tryb życia lub występuje gromadnie.

### Długość życia
Maksymalny wiek poznany na podstawie odczytów obrączek to 16 lat.

## Środowisko
Otwarte przestrzenie, łąki, bagna, ugory w dolinach rzecznych, kompleksy roślinności szuwarowej z wysokimi turzycami i torfowiska z miejscami porastającą brzozą niską, wierzbą rokitą. Od lat 80. XX w. (ze względu na zanik naturalnych siedlisk) coraz częściej gnieździ się na polach uprawnych, w zbożu lub rzepaku. Zazwyczaj buduje gniazdo w pszenżycie, czasem w życie.
W okresie migracji błotniaki spędzają noce na wspólnych złożonych z kilku lub kilkunastu osobników noclegowiskach. Preferowanymi miejscami do tego celu są szuwary, wysokie turzycowiska, kłociowiska, łąki z kępami wysokich traw.
Siedliska błotniaka łąkowego:
- starorzecza i naturalne eutroficzne zbiorniki wodne ze zbiorowiskami z Nymphaeion, Potamion
- zmiennowilgotne łąki trzęślicowe (Molinion)
- niżowe i górskie świeże łąki użytkowane ekstensywnie (Arrhenatherion elatioris)
- torfowiska wysokie z roślinnością torfotwórczą (żywe)
- torfowiska nakredowe (Cladietum marisci, Carice tum buxbaumii, Schoenetum nigricantis).

## Pożywienie
Drobne kręgowce, zwłaszcza gryzonie, jaja i pisklęta ptaków, duże owady (chrząszcze, pasikoniki, ważki). Na południu Europy również jaszczurki, a w Hiszpanii zające. Rewir łowiecki jednej pary ma średnią powierzchnię 5–8 km², choć jeżeli teren obfituje w gryzonie, to może go zasiedlać kilka par, gniazdujących w odległości kilkuset metrów od siebie. 

Poluje głównie z niskiego lotu patrolowego, podobnie jak inne błotniaki, wzdłuż liniowej trasy. Może również chwytać w locie ptaki i duże owady. Na upatrzoną ofiarę gwałtownie spada.

Dokonane badania diety środkowoeuropejskich błotniaków łąkowych podają przeciętne jego preferencje:
- drobne ssaki, stanowią główny pokarm, w Polsce ok. 48% łapanych ofiar, z czego 34% to norniki (choć we Francji już 80%);
- ptaki wróblowe to około 26% pożywienia
- 25% zwierzyny, którą zjada są owady, w tym chrząszcze, ważki i pasikoniki – pełnią jednak rolę uzupełniającą, bo ptaki łapią je przed lęgami lub jedzą je podloty tego gatunku w trakcie usamodzielniania się.

Innym wnioskiem wynikającym z obserwacji jest zależność między wynikiem rozrodu a wieloletnimi wahaniami liczebności gryzoni. Gdy w danym roku panuje obfitość myszy i norników przeciętnie w gnieździe odchowują się ponad 2 młode. Dużo mniej potomstwa błotniaki mają w ubogich latach.
O morfologicznej przewadze wśród innych błotniaków w adaptacji do zdobywania pokarmu i zajmowania nisz troficznych decydują najdłuższe skrzydła i ogon w stosunku do ich masy ciała. Dość krótkie nogi w porównaniu z innymi błotniakami pozwalają na skuteczne łowy zwierzyny ukrytej w niskiej roślinności, na pastwiskach, skoszonych łąkach, ścierniskach. Ma poza tym bardzo dobry słuch. O jego plastyczności świadczyć może dodatkowo fakt, że wobec utraty terenów bagiennych decyduje się do gnieżdżenia w uprawach rolnych.

## Lęgi

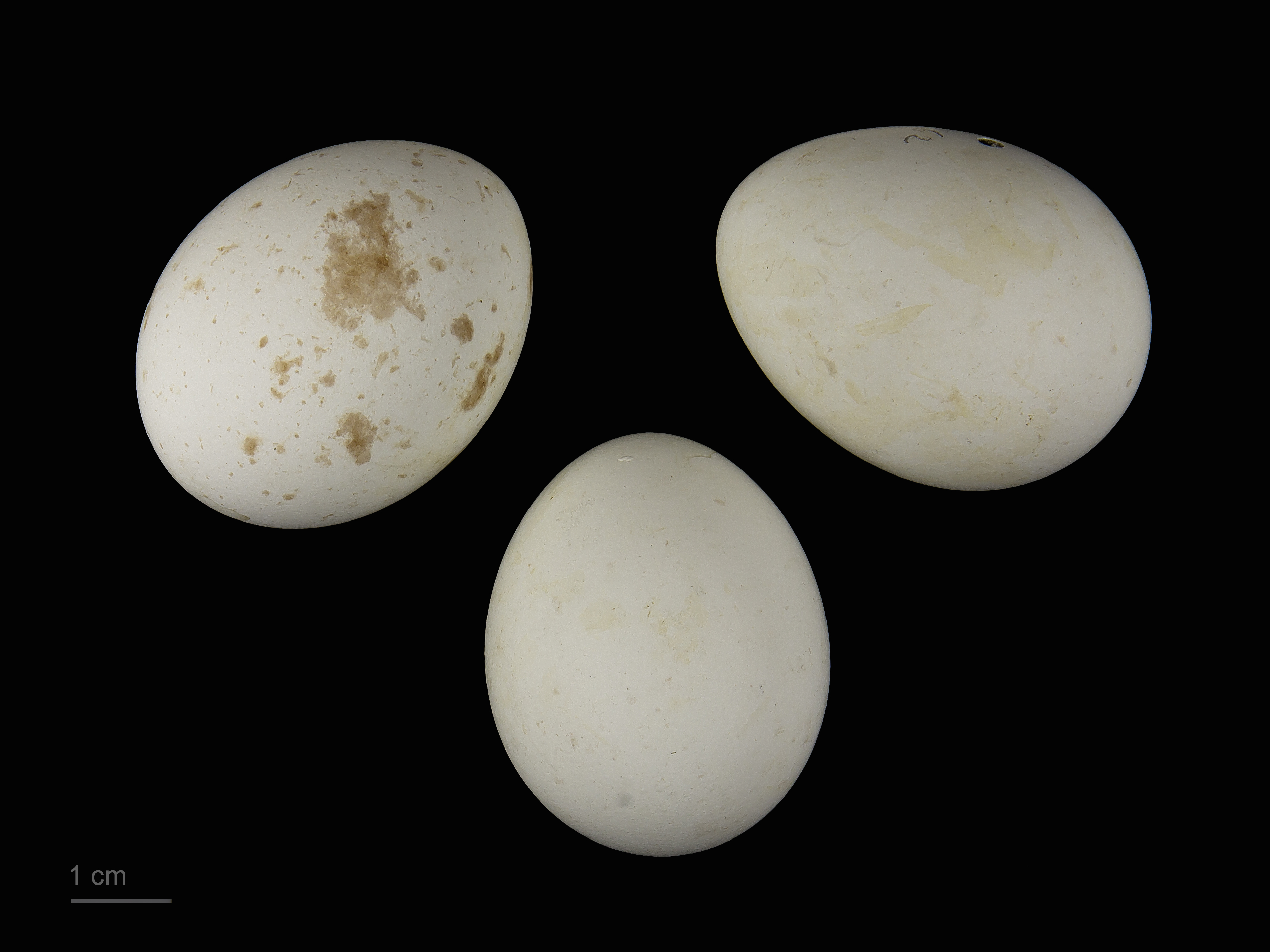
Jaja z kolekcji muzealnej

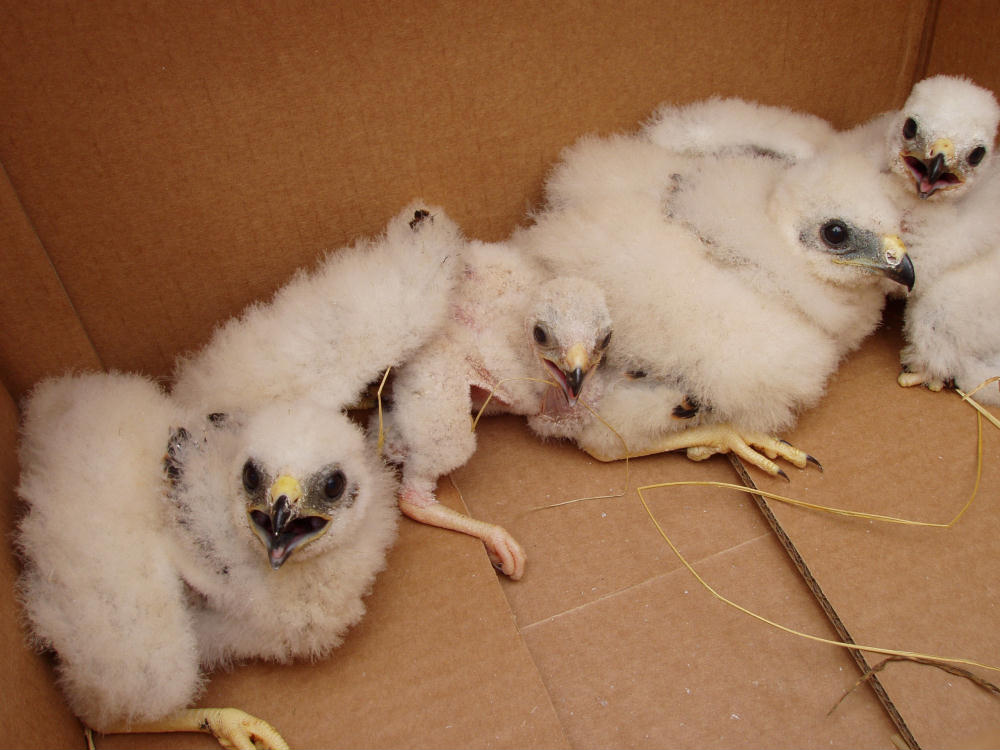
Pisklęta

W ciągu roku wyprowadza jeden lęg, od połowy maja do początku czerwca. Błotniaki wracają z zimowisk zwykle w drugim lub trzecim tygodniu kwietnia. Jeśli na wczesnym etapie wysiadywania zdarzy się strata, to mogą wyprowadzić lęg powtarzany, wtedy samica składa tylko jedno jajo. Na wiosnę samiec tokuje, wykonując w powietrzu akrobacje wysoko nad terenem lęgowym. Formowanie się par zajmuje przeważnie 3–4 lata. Błotniaki te przywiązują się do swoich lęgowisk, dlatego też często dane miejsce rok po roku zajmują pary tych samych ptaków. Niektóre samce mogą łączyć się z dwiema samicami: kiedy pierwsza zaczyna już wysiadywanie jaj, samiec ponownie wykonuje loty godowe przed drugą samicą. Taki samiec musi być jednak bardzo sprawny w zdobywaniu pokarmu, gdyż później przynosi pożywienie do obu gniazd.

### Gniazdo
Budowane przez samicę na ziemi. Ma postać płaskiego talerza o średnicy ok. 40–50 cm. Wyścielone długimi źdźbłami roślin rosnących w jego otoczeniu. Dawniej pod osłoną krzewów lub wierzb, w trzcinowiskach na stawach rybnych (obecnie sporadycznie) i na nie koszonych łąkach. Obecnie w niektórych miejscach nawet 80% gniazd zakładanych jest w zbożu. Choć zwykle gniazda rozproszone, to czasem błotniaki gniazdują skupiskowo, spotykano nawet koncentracje złożone z 22 gniazd. Kilkanaście par może żyć wtedy obok siebie. Sprzyja takim sytuacjom dogodne siedlisko i żerowisko. Na początku okresu lęgowego spotyka się na wspólnych noclegowiskach stada po kilka lub kilkanaście ptaków.

### Jaja
Samica składa 3–5 kremowych lub białych, różnobiegunowych jaj. Statystyki ornitologiczne wskazują, że w Polsce ma to miejsce najczęściej między 6 a 30 maja, choć 1/3 swe pierwsze jajo składa od 15 do 20 maja. Lęgi, które rozpoczynają się na przełomie kwietnia i maja mogą być już drugimi w sezonie. Wymiary: 42 x 33 mm, masa ok. 24 g. Składane są w odstępach 1–3 dniowych. 

### Wysiadywanie
Jaja wysiadywane są tylko przez samicę, od złożenia pierwszego jaja przez okres około 28–29 dni.

### Pisklęta
Młode wykluwają się w kilkudniowych odstępach. Początkowo są okryte białawym puchem. Dymorfizm płciowy pojawia się po około dwóch tygodniach życia. Samica dogrzewa pisklęta przez ok. dwa tygodnie, później wylatuje na polowania. W tym czasie to samiec przynosi jej pokarm. Podaje go partnerce w locie w okolicy gniazda. Z czasem młodym pozostawiane są ofiary w całości w gnieździe lub okolicznych platformach z roślin. Rodzice bronią aktywnie jedynie najbliższych okolice wokół gniazda, co ogranicza się do kilku – kilkunastu metrów. Rewir lęgowy nie jest zatem duży. W tym okresie polowanie odbywa się poza gniazdowiskami, na polach, łąkach lub pastwiskach oddalonych od nich o nawet 10 km. Pisklęta opuszczają gniazdo po około 35 dniach. Jeszcze przez 2–3 tygodnie po wylocie są dokarmiane przez rodziców w obrębie swojego rewiru. Pod koniec okresu usamodzielniania się i doskonalenia zdolności łowieckich potomstwo zaczyna przechwytywać pokarm od rodziców już w powietrzu. Średnio z gniazda wylatują 1–2 młode, pozostałe nie przeżywają. Dojrzałość płciową samce osiągają w wieku 3, a samice 4 lat. Na stałych lęgowiskach dwuletnie samice i samce mogą już podejmować lęgi, choć zwykle nie kończą się one sukcesem.

## Status, zagrożenia i ochrona
Międzynarodowa Unia Ochrony Przyrody (IUCN) uznaje błotniaka łąkowego za gatunek najmniejszej troski (LC – Least Concern) nieprzerwanie od 1988 roku. Liczebność światowej populacji, obliczona  w oparciu o szacunki organizacji BirdLife International dla Europy z 2015 roku, mieści się w przedziale 100 000 – 499 999 dorosłych osobników. Globalny trend liczebności populacji uznawany jest za spadkowy.

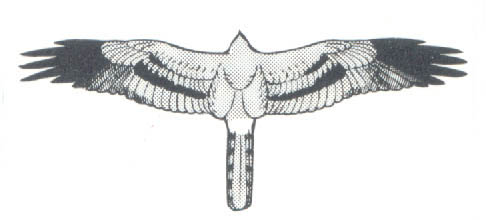
Sylwetka błotniaka łąkowego

W Polsce objęty ochroną gatunkową ścisłą, wymaga ochrony czynnej. Na Czerwonej liście ptaków Polski został sklasyfikowany jako gatunek narażony (VU – Vulnerable) ze względu na obserwowane w XXI w. silne spadki liczebności. Obszary chronione, w obrębie których żyją błotniaki, nie zawsze w pełni chronią tego ptaka. Wynika to z jego rozległego terytorium.
W Polsce w latach 90. XX w. zauważono wzrost liczebności tego gatunku. Na dwóch terenach (torfowiska węglanowe pod Chełmem oraz Bagna Biebrzańskie) zaobserwowano spadek liczebności; na pierwszym z tych terenów najprawdopodobniej z powodu obniżenia poziomu wód gruntowych oraz niszczenia lęgów przez lisy, na drugim – z powodu zaprzestania wykaszania łąk i przez to zaniku terenów łowieckich dla błotniaków. Według Monitoringu Ptaków Drapieżnych prowadzonego w latach 2008–2016 błotniak łąkowy występował średnio na ponad 30% losowo wybranych powierzchni o wielkości 100 km², a liczebność populacji krajowej szacowano na 2,7–4,3 tys. par. Jednocześnie zauważono spadek populacji lęgowej tego gatunku o około 40% w badanym przedziale czasu. Gnieździ się m.in. w dolinie Narwi i tamtejszym parku narodowym, ale też w Nadnidziańskim Parku Krajobrazowym i w PK Podlaski Przełom Bugu, rezerwatach Roskosz i Bagno Serebryskie.
Od początku lat 80. w Polsce zaczęła się wykształcać polna populacja tego błotniaka, zwłaszcza na Lubelszczyźnie, Podlasiu, Śląsku i Wielkopolsce. Polna populacja wykorzystuje łany zbóż oraz uprawy koniczyny i rzepaku jako miejsce zakładania gniazda. Tego typu siedliska są intensywnie zasiedlane również w Europie Zachodniej i w niektórych krajach stanowią obecnie zasadnicze miejsce gniazdowania – np. w Hiszpanii gniazduje w tym siedlisku 95% populacji lęgowej.
Główne zagrożenia to:
- przekształcanie naturalnych siedlisk błotniaka łąkowego (melioracja podmokłych łąk i bagien, zanik miedz, ugorów, zakrzaczeń i oczek wodnych)
- niszczenie gniazd, które są założone na polach uprawnych, przez zmechanizowany sprzęt rolniczy
- drapieżnictwo lisa
- na zimowiskach – przekształcanie środowiska i masowe stosowanie toksycznych środków ochrony roślin.

Działania ochronne prowadzone są przez Towarzystwo Przyrodnicze „Bocian” przy współpracy z innymi krajowymi i zagranicznymi organizacjami przyrodniczymi. Polegają one na:
- wyszukiwaniu i zabezpieczaniu gniazd
- uświadamianiu rolnikom potrzeby ochrony gatunku
- edukacji i rozpowszechnianiu informacji na temat ochrony w mediach.